# Flipper (Flosse)

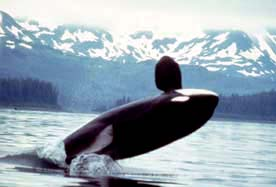
Springender Orca mit hocherhobenem Flipper

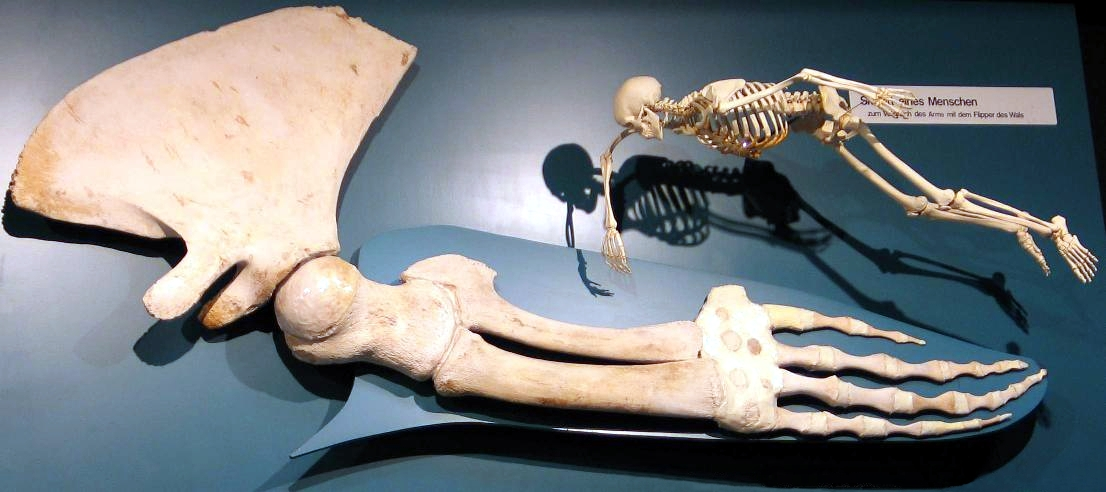
Flipper eines Finnwals

Als Flipper (seltener auch Pectoralflosse genannt) werden die Brustflossen der Wale bezeichnet. Im Englischen wird der umgangssprachliche Begriff gewöhnlich gemieden, wohingegen er im Deutschen gebräuchlicher ist.
Die Flipper enthalten Knochen im Gegensatz zur Fluke, der Schwanzflosse der Wale. Anatomisch entspricht der Flipper dem Vorderbein der Landsäugetiere. 
Die Brustflossen der Meeresschildkröten werden auch als Flipper bezeichnet.